# Liniatura rastra
Liniatura rastra (ang. frequency, screen ruling, fr. linéature de la trame, niem. Rasterlineatur, Rasterlinienzahl) – jeden z najważniejszych parametrów w poligrafii, określających budowę rastra drukarskiego.

## Raster amplitudowy
W rastrze amplitudowym liniatura jest parametrem mówiącym ile rzędów kropek (lub linii) ułożonych równolegle względem siebie przypada na jednostkę długości. Liniaturę wyraża się w liniach na cal – lpi (lines per inch), lub rzadziej w liniach na centymetr.
Im wyższa liniatura, tym drobniejsze kropki rastra (i więcej ich), a więc tym więcej szczegółów może zawierać drukowany obraz. Jednak zbyt wysoka liniatura w stosunku do możliwości urządzenia drukującego może spowodować, że najmniejsze kropki (lub fragmenty linii) mogą się nie zreprodukować, a więc najjaśniejsze miejsca pozostaną niezadrukowane, i podobnie – największe kropki (lub fragmenty linii) mogą ulec „zalaniu” do jednolitej płaszczyzny, niwelując szczegóły w najciemniejszych partiach obrazu.
Typowe wartości liniatury dla papierów powlekanych to 150 lpi. Daje to możliwość druku z kropkami rastra nierozpoznawalnymi dla przeciętnego człowieka. W przypadku papieru gazetowego jest to obecnie wartość na poziomie 115 lpi, co daje jednak pewien dyskomfort przy oglądaniu. Dla druków bardzo wysokiej jakości (np. wydawnictwa albumowe, znaczki pocztowe itd.), stosuje się także wyższe liniatury. Liniatura rzędu 150-175 lpi jest wartością graniczną dla maszyn drukarskich z nawilżaniem wodnym, wyższe liniatury drukuje się na maszynach z nawilżaniem alkoholowym.
W miarę oddalania się obserwatora od oglądanego druku wartość wymaganej liniatury się zmniejsza, i tak np. na bilbordach ulicznych jest to liniatura rzędu kilku-kilkunastu lpi. Natomiast dla percepcji ludzkiego oka, przy oglądaniu druku z normalnej odległości rzędu 30 cm, graniczną rozpoznawalną wartością liniatury w rastrze amplitudowym jest wartość 200 lpi.
Przykładowo – przy 150 lpi, szerokość jednej linii = 0,17 mm, a średnica punktu rastrowego reprezentującego 10% szarości = 0,060 mm (1/17 mm), a dla 5% szarości jest to 0,040 mm (1/25 mm).
Liniatura jest ściśle powiązana z rozdzielczością urządzenia naświetlającego raster, jak również implikuje rozdzielczość obrazu bitmapowego przeznaczonego do zrastrowania z zadaną liniaturą. Pożądany stosunek rozdzielczości rastra do jego liniatury wynosi 16:1 (gdyż szachownica o boku 16 pól daje łącznie 256 pól będących odpowiednikami 256 stopni jasności koloru w komputerze). Zmniejszenie tej proporcji powoduje utratę ilości reprodukowanych półtonów, natomiast zwiększenie nic nie daje prócz obciążenia komputera i spowolnienia pracy naświetlarki.
Dla rastra amplitudowego rozdzielczość wyjściowa rastrowanej bitmapy (a więc bitmapy w skali szarości lub w kolorze) powinna być większa o co najmniej pierwiastek z dwóch w stosunku do planowanej liniatury (związane jest to z kątem rastra 45 stopni, co oznacza przekątną kwadratu).
Tradycyjnie jednak stosuje się dla typowego druku (typowego w rozumieniu: rozdzielczość urządzenia drukującego 2400 dpi, liniatura 150 lpi) rozdzielczość bitmap kreskowych 1200 ppi, a bitmap w skali szarości i w kolorze 300 ppi, które to wartości są z powodów praktycznych lekko zawyżone w stosunku do potrzeb, choć w szczególnych przypadkach nawet dla szarości i koloru owe 300 ppi może być zbyt małe przy 150 lpi. Wyjaśnienie tej nielogiczności nie jest tu możliwe, a za cały komentarz wystarczyć powinna informacja, iż problem ten jest przyczyną jednych z najgorętszych sporów wśród profesjonalistów zajmujących się tym zagadnieniem.

## Raster częstotliwościowy
Dla rastra częstotliwościowego, którego punkty są rozmieszczone w pseudoprzypadkowych odległościach względem siebie, nie można zdefiniować liniatury jaka cechuje rastry amplitudowe o regularnym rozmieszczeniu punktów rastrowych. Zamiast tego wprowadzono pojęcie ekwiwalentnej liniatury rastra. Jest to liniatura takiego rastra amplitudowego, którego pięcioprocentowy punkt rastrowy ma taką samą średnicę jak punkt danego rastra częstotliwościowego. Przykładowo ekwiwalentna liniatura rastra częstotliwościowego o średnicy punktu 42 µm wynosi 60 l/cm. Przeliczeń takich można łatwo dokonywać, gdyż średnica 5% punktu wynosi 25% odległości pomiędzy punktami rastrowymi. Liniaturę ekwiwalentną oblicza się według wzoru:
{\displaystyle l={\frac {1}{4\cdot d_{FM}}},}
gdzie:
l –              liniatura ekwiwalentna,
dFM – średnica punktu rastrowego.
Aby obliczyć liniaturę ekwiwalentną rastra wyrażoną w liniach na centymetr i podstawiając do wzoru średnicę wyrażoną w mikrometrach, należy użyć następującego wzoru:
{\displaystyle l={\frac {2500}{d_{FM}}}.}
Dla typowego druku offsetowego arkuszowego na papierze powlekanym, średnica punktu rastra stochastycznego jest rzędu 20 µm (0,02 mm), dla analogicznego offsetu zwojowego trochę większa, aż do 30 µm dla papieru gazetowego.